# Velká cena Nizozemska silničních motocyklů
Velká cena Nizozemska silničních motocyklů, také známá jako Dutch TT (nizozemská Tourist Trophy), je závod silničních motocyklů konaný pravidelně poslední sobotu v červnu. Tento závod se poprvé konal již v roce 1925, od roku 1949 je pak nepřetržitě součástí mistrovství světa silničních motocyklů (MotoGP), což z něj dělá nejstarší dosud pořádanou motocyklovou velkou cenu. Od roku 1955 se koná na okruhu TT Circuit Assen, který za dobu své existence prošel několika úpravami. Přezdívá se mu také "Chrám" či "Katedrála" motocyklového sportu.

## Vítězové Grand Prix silničních motocyklů - Nizozemsko
| Rok  | Moto3                                | Moto2                                | MotoGP                               | Report                               |
| ---- | ------------------------------------ | ------------------------------------ | ------------------------------------ | ------------------------------------ |
| 2025 | José Antonio Rueda (KTM)             | Diogo Moreira (Kalex)                | Marc Márquez (Ducati)                | Report                               |
| 2024 | Iván Ortolá (KTM)                    | Ai Ogura (Boscoscuro)                | Francesco Bagnaia (Ducati)           | Report                               |
| 2023 | Jaume Masià (Honda)                  | Jake Dixon (Kalex)                   | Francesco Bagnaia (Ducati)           | Report                               |
| 2022 | Ayumu Sasaki (Husqvarna)             | Augusto Fernández (Kalex)            | Francesco Bagnaia (Ducati)           | Report                               |
| 2021 | Dennis Foggia (Honda)                | Raúl Fernández (Kalex)               | Fabio Quartararo (Yamaha)            | Report                               |
| 2020 | Závod zrušen kvůli pandemii COVID-19 | Závod zrušen kvůli pandemii COVID-19 | Závod zrušen kvůli pandemii COVID-19 | Závod zrušen kvůli pandemii COVID-19 |
| 2019 | Tony Arbolino (Honda)                | Augusto Fernández (Kalex)            | Maverick Viñales (Yamaha)            | Report                               |
| 2018 | Jorge Martín (Honda)                 | Francesco Bagnaia (Kalex)            | Marc Márquez (Honda)                 | Report                               |
| 2017 | Arón Canet (Honda)                   | Franco Morbidelli (Kalex)            | Valentino Rossi (Yamaha)             | Report                               |
| 2016 | Francesco Bagnaia (Mahindra)         | Takaaki Nakagami (Kalex)             | Jack Miller (Honda)                  | Report                               |
| 2015 | Miguel Oliveira (KTM)                | Johann Zarco (Kalex)                 | Valentino Rossi (Yamaha)             | Report                               |
| 2014 | Álex Márquez (Honda)                 | Anthony West (Speed Up)              | Marc Márquez (Honda)                 | Report                               |
| 2013 | Luis Salom (KTM)                     | Pol Espargaró (Kalex)                | Valentino Rossi (Yamaha)             | Report                               |
| 2012 | Maverick Viñales (Honda)             | Marc Márquez (Suter)                 | Casey Stoner (Honda)                 | Report                               |
| Rok  | 125 cm³                              | Moto2                                | MotoGP                               | Report                               |
| 2011 | Maverick Viñales (Aprilia)           | Marc Márquez (Suter)                 | Ben Spies (Yamaha)                   | Report                               |
| 2010 | Marc Márquez (Derbi)                 | Andrea Iannone (Speed Up)            | Jorge Lorenzo (Yamaha)               | Report                               |
| Rok  | 125 cm³                              | 250 cm³                              | MotoGP                               | Report                               |
| 2009 | Sergio Gadea (Aprilia)               | Hiroši Aojama (Honda)                | Valentino Rossi (Yamaha)             | Report                               |
| 2008 | Gábor Talmácsi (Aprilia)             | Álvaro Bautista (Aprilia)            | Casey Stoner (Ducati)                | Report                               |
| 2007 | Mattia Pasini (Aprilia)              | Jorge Lorenzo (Aprilia)              | Valentino Rossi (Yamaha)             | Report                               |
| 2006 | Mika Kallio (KTM)                    | Jorge Lorenzo (Aprilia)              | Nicky Hayden (Honda)                 | Report                               |
| 2005 | Gábor Talmácsi (KTM)                 | Sebastián Porto (Aprilia)            | Valentino Rossi (Yamaha)             | Report                               |
| 2004 | Jorge Lorenzo (Derbi)                | Sebastián Porto (Aprilia)            | Valentino Rossi (Yamaha)             | Report                               |
| 2003 | Steve Jenkner (Aprilia)              | Anthony West (Aprilia)               | Sete Gibernau (Honda)                | Report                               |
| 2002 | Daniel Pedrosa (Honda)               | Marco Melandri (Aprilia)             | Valentino Rossi (Honda)              | Report                               |
| Rok  | 125 cm³                              | 250 cm³                              | 500 cm³                              |                                      |
| 2001 | Toni Elías (Honda)                   | Jeremy McWilliams (Aprilia)          | Max Biaggi (Yamaha)                  | Report                               |
| 2000 | Jóiči Ui (Derbi)                     | Tóru Ukawa (Honda)                   | Alex Barros (Honda)                  | Report                               |
| 1999 | Masao Azuma (Honda)                  | Loris Capirossi (Honda)              | Tadajuki Okada (Honda)               | Report                               |
| 1998 | Marco Melandri (Honda)               | Valentino Rossi (Aprilia)            | Mick Doohan (Honda)                  | Report                               |
| 1997 | Valentino Rossi (Aprilia)            | Tecuja Harada (Aprilia)              | Mick Doohan (Honda)                  | Report                               |
| 1996 | Emilio Alzamora (Honda)              | Ralf Waldmann (Honda)                | Mick Doohan (Honda)                  | Report                               |
| 1995 | Dirk Raudies (Honda)                 | Max Biaggi (Aprilia)                 | Mick Doohan (Honda)                  | Report                               |
| 1994 | Takeši Cudžimura (Honda)             | Max Biaggi (Aprilia)                 | Mick Doohan (Honda)                  | Report                               |
| 1993 | Dirk Raudies (Honda)                 | Loris Capirossi (Honda)              | Kevin Schwantz (Suzuki)              | Report                               |
| 1992 | Ezio Gianola (Honda)                 | Pierfrancesco Chili (Aprilia)        | Àlex Crivillé (Honda)                | Report                               |
| 1991 | Ralf Waldmann (Honda)                | Pierfrancesco Chili (Aprilia)        | Kevin Schwantz (Suzuki)              | Report                               |
| 1990 | Doriano Romboni (Honda)              | John Kocinski (Yamaha)               | Kevin Schwantz (Suzuki)              | Report                               |

| Rok  | 80 cm³                        | 125 cm³                         | 250 cm³                        | 350 cm³                        | 500 cm³                      | Report |
| ---- | ----------------------------- | ------------------------------- | ------------------------------ | ------------------------------ | ---------------------------- | ------ |
| 1989 | Peter Öttl (Krauser)          | Hans Spaan (Honda)              | Reinhold Roth (Honda)          |                                | Wayne Rainey (Yamaha)        | Report |
| 1988 | Jorge Martínez (Derbi)        | Jorge Martínez (Derbi)          | Juan Garriga (Yamaha)          |                                | Wayne Gardner (Honda)        | Report |
| 1987 | Jorge Martínez (Derbi)        | Fausto Gresini (Garelli)        | Anton Mang (Honda)             |                                | Eddie Lawson (Yamaha)        | Report |
| 1986 | Jorge Martínez (Derbi)        | Luca Cadalora (Garelli)         | Carlos Lavado (Yamaha)         |                                | Wayne Gardner (Honda)        | Report |
| 1985 | Gerd Kafka (Casal)            | Pier Paolo Bianchi (MBA)        | Freddie Spencer (Honda)        |                                | Randy Mamola (Honda)         | Report |
| 1984 | Jorge Martínez (Derbi)        | Ángel Nieto (Garelli)           | Carlos Lavado (Yamaha)         |                                | Randy Mamola (Honda)         | Report |
| Rok  | 50 cm³                        | 125 cm³                         | 250 cm³                        | 350 cm³                        | 500 cm³                      |        |
| 1983 | Eugenio Lazzarini (Garelli)   | Ángel Nieto (Garelli)           | Carlos Lavado (Yamaha)         |                                | Kenny Roberts (Yamaha)       | Report |
| 1982 | Stefan Dörflinger (Kreidler)  | Ángel Nieto (Garelli)           | Anton Mang (Kawasaki)          | Jean-François Baldé (Kawasaki) | Franco Uncini (Suzuki)       | Report |
| 1981 | Ricardo Tormo (Bultaco)       | Ángel Nieto (Minarelli)         | Anton Mang (Kawasaki)          | Anton Mang (Kawasaki)          | Marco Lucchinelli (Suzuki)   | Report |
| 1980 | Ricardo Tormo (Kreidler)      | Ángel Nieto (Minarelli)         | Carlos Lavado (Yamaha)         | Jon Ekerold (Yamaha)           | Jack Middelburg (Yamaha)     | Report |
| 1979 | Eugenio Lazzarini (Kreidler)  | Ángel Nieto (Minarelli)         | Graziano Rossi (Morbidelli)    | Gregg Hansford (Kawasaki)      | Virginio Ferrari (Suzuki)    | Report |
| 1978 | Eugenio Lazzarini (MBA)       | Eugenio Lazzarini (MBA)         | Kenny Roberts (Yamaha)         | Kork Ballington (Kawasaki)     | Johnny Cecotto (Yamaha)      | Report |
| 1977 | Ángel Nieto (Bultaco)         | Ángel Nieto (Bultaco)           | Mick Grant (Kawasaki)          | Kork Ballington (Yamaha)       | Wil Hartog (Suzuki)          | Report |
| 1976 | Ángel Nieto (Bultaco)         | Pier Paolo Bianchi (Morbidelli) | Walter Villa (Aermacchi)       | Giacomo Agostini (Yamaha)      | Barry Sheene (Suzuki)        | Report |
| 1975 | Ángel Nieto (Kreidler)        | Pier Paolo Bianchi (Morbidelli) | Walter Villa (Aermacchi)       | Dieter Braun (Yamaha)          | Barry Sheene (Suzuki)        | Report |
| 1974 | Herbert Rittberger (Kreidler) | Bruno Kneubühler (Yamaha)       | Walter Villa (Aermacchi)       | Giacomo Agostini (Yamaha)      | Giacomo Agostini (Yamaha)    | Report |
| 1973 | Bruno Kneubühler (Kreidler)   | Eugenio Lazzarini (Maico)       | Dieter Braun (Yamaha)          | Giacomo Agostini (MV Agusta)   | Phil Read (MV Agusta)        | Report |
| 1972 | Ángel Nieto (Derbi)           | Ángel Nieto (Derbi)             | Rodney Gould (Yamaha)          | Giacomo Agostini (MV Agusta)   | Giacomo Agostini (MV Agusta) | Report |
| 1971 | Ángel Nieto (Derbi)           | Ángel Nieto (Derbi)             | Phil Read (Yamaha)             | Giacomo Agostini (MV Agusta)   | Giacomo Agostini (MV Agusta) | Report |
| 1970 | Ángel Nieto (Derbi)           | Dieter Braun (Suzuki)           | Rodney Gould (Yamaha)          | Giacomo Agostini (MV Agusta)   | Giacomo Agostini (MV Agusta) | Report |
| 1969 | Barry Smith (Derbi)           | Dave Simmonds (Kawasaki)        | Renzo Pasolini (Benelli)       | Giacomo Agostini (MV Agusta)   | Giacomo Agostini (MV Agusta) | Report |
| 1968 | Paul Lodewijkx (Jamathi)      | Phil Read (Yamaha)              | Bill Ivy (Yamaha)              | Giacomo Agostini (MV Agusta)   | Giacomo Agostini (MV Agusta) | Report |
| 1967 | Jošimi Katajama (Suzuki)      | Phil Read (Honda)               | Mike Hailwood (Honda)          | Mike Hailwood (Honda)          | Mike Hailwood (Honda)        | Report |
| 1966 | Luigi Taveri (Honda)          | Bill Ivy (Yamaha)               | Mike Hailwood (Honda)          | Mike Hailwood (Honda)          | Jim Redman (Honda)           | Report |
| 1965 | Ralph Bryans (Honda)          | Mike Duff (Yamaha)              | Phil Read (Yamaha)             | Jim Redman (Honda)             | Mike Hailwood (MV Agusta)    | Report |
| 1964 | Ralph Bryans (Honda)          | Jim Redman (Honda)              | Jim Redman (Honda)             | Jim Redman (Honda)             | Mike Hailwood (MV Agusta)    | Report |
| 1963 | Ernst Degner (Suzuki)         | Hugh Anderson (Suzuki)          | Jim Redman (Honda)             | Jim Redman (Honda)             | John Hartle (Gilera)         | Report |
| 1962 | Ernst Degner (Suzuki)         | Luigi Taveri (Honda)            | Jim Redman (Honda)             | Jim Redman (Honda)             | Mike Hailwood (MV Agusta)    | Report |
| 1961 |                               | Tom Phillis (Honda)             | Mike Hailwood (Honda)          | Gary Hocking (MV Agusta)       | Gary Hocking (MV Agusta)     | Report |
| 1960 |                               | Carlo Ubbiali (MV Agusta)       | Carlo Ubbiali (MV Agusta)      | John Surtees (MV Agusta)       | Remo Venturi (MV Agusta)     | Report |
| 1959 |                               | Carlo Ubbiali (MV Agusta)       | Tarquinio Provini (MV Agusta)  | Bob Brown (Norton)             | John Surtees (MV Agusta)     | Report |
| 1958 |                               | Carlo Ubbiali (MV Agusta)       | Tarquinio Provini (MV Agusta)  | John Surtees (MV Agusta)       | John Surtees (MV Agusta)     | Report |
| 1957 |                               | Tarquinio Provini (Mondial)     | Tarquinio Provini (Mondial)    | Keith Campbell (Moto Guzzi)    | John Surtees (MV Agusta)     | Report |
| 1956 |                               | Carlo Ubbiali (MV Agusta)       | Carlo Ubbiali (MV Agusta)      | Bill Lomas (Moto Guzzi)        | John Surtees (MV Agusta)     | Report |
| 1955 |                               | Carlo Ubbiali (MV Agusta)       | Luigi Taveri (MV Agusta)       | Ken Kavanagh (Moto Guzzi)      | Geoff Duke (Gilera)          | Report |
| 1954 |                               | Rupert Hollaus (NSU)            | Werner Haas (NSU)              | Fergus Anderson (Moto Guzzi)   | Geoff Duke (Gilera)          | Report |
| 1953 |                               | Werner Haas (NSU)               | Werner Haas (NSU)              | Enrico Lorenzetti (Moto Guzzi) | Geoff Duke (Gilera)          | Report |
| 1952 |                               | Cecil Sandford (MV Agusta)      | Enrico Lorenzetti (Moto Guzzi) | Geoff Duke (Norton)            | Umberto Masetti (Gilera)     | Report |
| 1951 |                               | Gianni Leoni (Mondial)          |                                | Bill Doran (AJS)               | Geoff Duke (Norton)          | Report |
| 1950 |                               | Bruno Ruffo (Mondial)           |                                | Bob Foster (Velocette)         | Umberto Masetti (Gilera)     | Report |
| 1949 |                               | Nello Pagani (Mondial)          |                                | Freddie Frith (Velocette)      | Nello Pagani (Gilera)        | Report |